# Lac Maria-Chapdelaine
Lac Maria-Chapdelaine är en sjö i Kanada.   Den ligger i regionen Saguenay–Lac-Saint-Jean och provinsen Québec, i den östra delen av landet, 600 km nordost om huvudstaden Ottawa. Lac Maria-Chapdelaine ligger 506 meter över havet. Arean är 6,5 kvadratkilometer. Den sträcker sig 5,8 kilometer i nord-sydlig riktning, och 3,4 kilometer i öst-västlig riktning.
Trakten runt Lac Maria-Chapdelaine är nära nog obefolkad, med mindre än två invånare per kvadratkilometer.